# Антуан (Арканзас)
Антуан (англ. Antoine) — місто (англ. town) в США, в окрузі Пайк штату Арканзас. Населення — 113 особи (2020).

## Географія
Антуан розташований за координатами 34°2′4″ пн. ш. 93°25′17″ зх. д. / 34.03444° пн. ш. 93.42139° зх. д. (34.034583, -93.421297).  За даними Бюро перепису населення США в 2010 році місто мало площу 1,31 км², з яких 1,29 км² — суходіл та 0,02 км² — водойми.

## Демографія
Згідно з переписом 2010 року, у місті мешкало 117 осіб у 54 домогосподарствах у складі 32 родин. Густота населення становила 89 осіб/км².  Було 70 помешкань (53/км²). 
Расовий склад населення:
| - 90,6 % — білих - 6,8 % — чорних або афроамериканців - 0,9 % — азіатів |

До двох чи більше рас належало 1,7 %. Іспаномовні складали 1,7 % від усіх жителів.
За віковим діапазоном населення розподілялося таким чином: 17,9 % — особи молодші 18 років, 55,6 % — особи у віці 18—64 років, 26,5 % — особи у віці 65 років та старші. Медіана віку мешканця становила 49,8 року. На 100 осіб жіночої статі у місті припадало 67,1 чоловіків;  на 100 жінок у віці від 18 років та старших — 77,8 чоловіків також старших 18 років.
Середній дохід на одне домашнє господарство  становив 44 472 долари США (медіана — 40 000), а середній дохід на одну сім'ю — 58 309 доларів (медіана — 46 667). За межею бідності перебувало 9,8 % осіб, у тому числі 25,0 % дітей у віці до 18 років та 6,9 % осіб у віці 65 років та старших.
Цивільне працевлаштоване населення становило 39 осіб. Основні галузі зайнятості: сільське господарство, лісництво, риболовля — 28,2 %, освіта, охорона здоров'я та соціальна допомога — 25,6 %, виробництво — 15,4 %, роздрібна торгівля — 10,3 %.